# Kęstutis Kristinaitis
Kęstutis Kristinaitis (* 29. Juli 1961 in der Rajongemeinde Akmenė) ist ein litauischer Politiker, Landwirtschaftsminister.

## Leben
1980 absolvierte er als Geodäsie-Techniker das Bautechnikum in Vilnius und 1985 das Diplomstudium an der Landwirtschaftlichen Akademie Litauens. Von 1986 bis 1988 studierte er an der Akademie Landwirtschaftsökonomie. Ab 1989 arbeitete er im Landwirtschaftsministerium Litauens, von 1990 bis 1991 als Leiter der Unterabteilung für Bodenreform und danach als erster Vizeminister, von 2000 bis 2001 als Landwirtschaftsminister im Kabinett Brazauskas I, ab 2001 als Leiter der „Corporation Matininkai“.